# Flugplatz Ithwiesen

i7
i11
i13

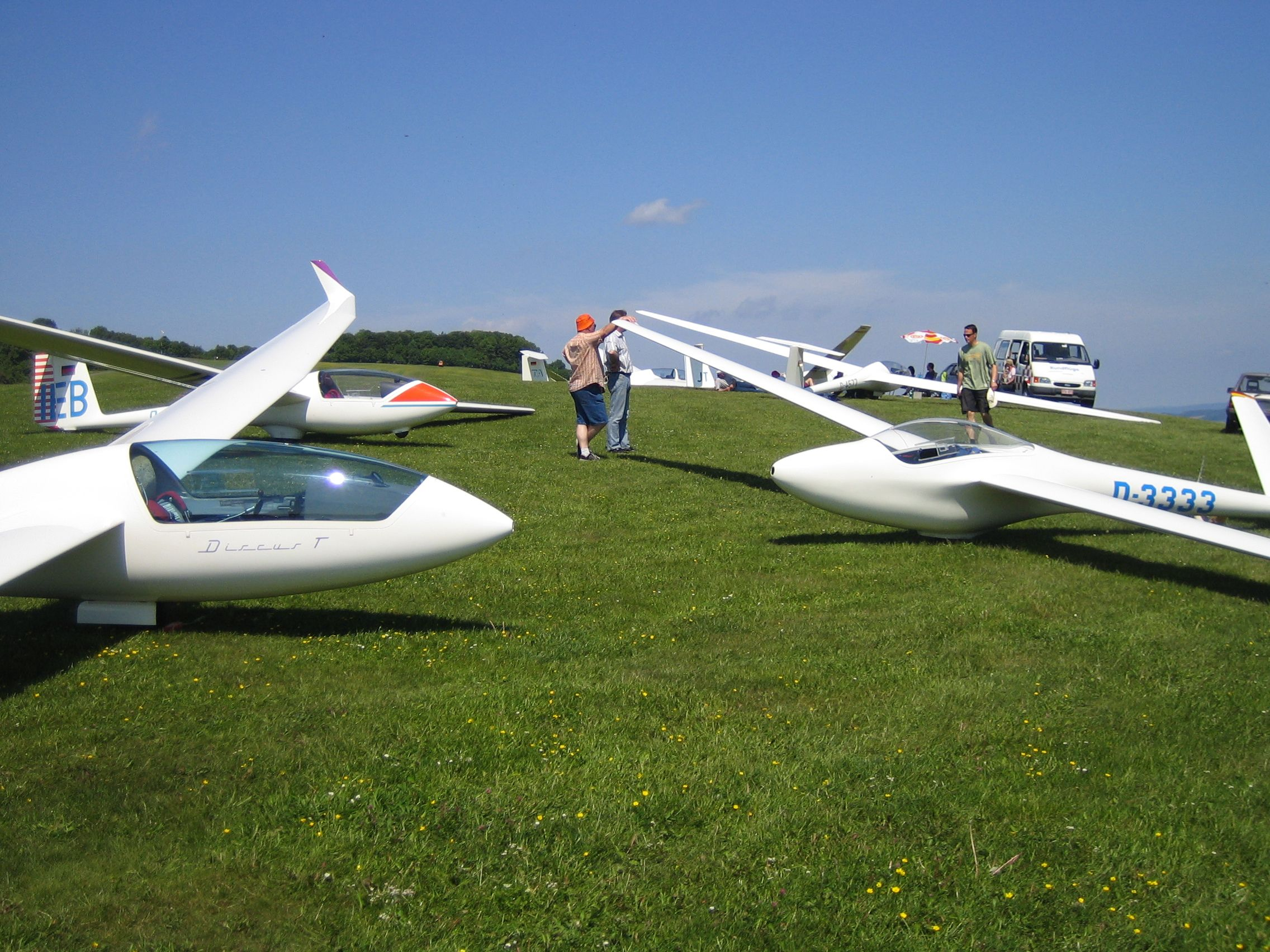
Segelflugzeuge auf dem Flugplatz Ithwiesen

Der Flugplatz Ithwiesen (ICAO-Code: EDVT) ist ein deutscher Sonderlandeplatz in Holzen am südlichen Ende des Ith im Landkreis Holzminden in Niedersachsen. Der Sonderlandeplatz liegt direkt auf dem Gebirgszug Ith und die Start- und Landebahnen haben teils starke Neigungen, was die Bedingungen für Luftfahrzeuge erschwert.

## Beschreibung
Die Luftsportvereinigung Ithwiesen ist auf dem Flugplatz stationiert und ist in Form der Flugplatzgemeinschaft Ithwiesen Eigentümer und Betreiber des Geländes. Der Sonderlandeplatz verfügt über zwei Start- und Landebahnen für Motor- und Segelflugzeuge sowie Motorsegler mit jeweils 570 m (Piste 14/32) und 360 m (Piste 18/36) und eine zusätzliche Landebahn für Segelflugzeuge und Motorsegler mit einklappbarem Triebwerk von 250 m Länge (Piste 20). Alle Start- und Landebahnen sind ausschließlich Grasbahnen. Verkehrsmäßig hat der Platz direkte Anbindung an die B 240 an der Überquerung des Ith bei Holzen-Ith.

## Geschichte
Die ersten Flugversuche mit eigenkonstruierten Segelflugzeugen fanden auf dem Ith 1929 statt. Nach der nationalsozialistischen Machtergreifung von 1933 erfolgte die Errichtung der „Reichssegelflugschule Ith“, die den privaten Flugbetrieb stark einschränkte. Später wurde sie vom Nationalsozialistischen Fliegerkorps betrieben. Während des Zweiten Weltkriegs erhielten viele Piloten hier ihre fliegerische Grundausbildung. Der Segelflug im Vereinsbetrieb war in dieser Zeit untersagt. Nach dem Krieg war die Luftfahrt in Deutschland bis Mitte der 1950er Jahre von den Alliierten komplett untersagt. Danach wurden 1956 die drei Vereine LSV Ith Eschershausen, LSV Holzminden und LV Einbeck gegründet, die die Flugplatzgemeinschaft Ith bildeten. Die drei Vereine fusionierten von 2009 bis 2011 zum LSV Ithwiesen.

## Vereine
Die ursprünglichen Vereine LSV Ith Eschershausen, LSV Holzminden und LV Einbeck führten von 1956 bis 2009 jeweils ihr eigenes Vereinsleben. Jeder Verein hatte seine eigenen Hallen, Vereinsgebäude, Flugzeuge und Mitglieder. Nach langer Zeit der getrennten Existenz fusionierten 2009 zuerst der LSV Ith Eschershausen mit dem LSV Holzminden zum LSV Ithwiesen, der LV Einbeck folgte 2011. Seitdem stehen dem Verein alle ehemaligen Vereinsgebäude und Flugzeuge zur Verfügung. Seither sind der Flugbetrieb und das Vereinsleben nicht mehr durch Konkurrenz geprägt, sondern durch Zusammenarbeit.

## Platzzulassung
Der Flugplatz ist als Sonderlandeplatz für Segelflugzeuge, Motorsegler, Luftsportgeräte ausgenommen Personenfallschirme, Motorflugzeuge bis zu einer höchstzulässigen Startmasse von 2000 kg und Flugmodelle, die nicht einer Verkehrszulassungspflicht unterliegen, zugelassen. Er verfügt insgesamt über 3 eingetragene Start- bzw. Landebahnen. Aufgrund der Neigung sind auf manchen Bahnen nur Startvorgänge, und auf manchen nur Landevorgänge möglich. Es gibt zwei Windenstartplätze neben der Piste 14/32.
| Piste | Länge | Breite | Längsneigung                               | Startrichtung | Landerichtung | Schwellenhöhe |
| ----- | ----- | ------ | ------------------------------------------ | ------------- | ------------- | ------------- |
| 18/36 | 360 m | 40 m   | Richtung 360°: 3,6 %                       | 360°          | 180°          | 355 m         |
| 14/32 | 570 m | 40 m   | Richtung 140°: 0–175 m: 7 % 175–400 m: 4 % | 140°          | 320°          | 360 m         |
| 20    | 250 m | 50 m   | Richtung 020°: 9,67 %                      | nicht möglich | 200°          | 375 m         |

| Startrichtung | Startbahn   | Seillänge |
| ------------- | ----------- | --------- |
| 14            | 50 m × 30 m | 820 m     |
| 36            | 50 m × 30 m | 820 m     |

Aufgrund der Beschaffenheit des Flugplatzgeländes dürfen ortsfremde Piloten von motorgetriebenen Flugzeugen den Platz nur mit einer vorherigen Zustimmung des Platzhalters und nur dann benutzen, wenn sie eine Gesamtflugzeit von mindestens 100 Stunden nachweisen können oder von einem mit dem Gelände vertrauten Fluglehrer in die besonderen Platzverhältnisse im Flug eingewiesen und insbesondere mit den Längs- und Querneigungen der jeweiligen Pisten vertraut gemacht worden sind.

## Segelflug

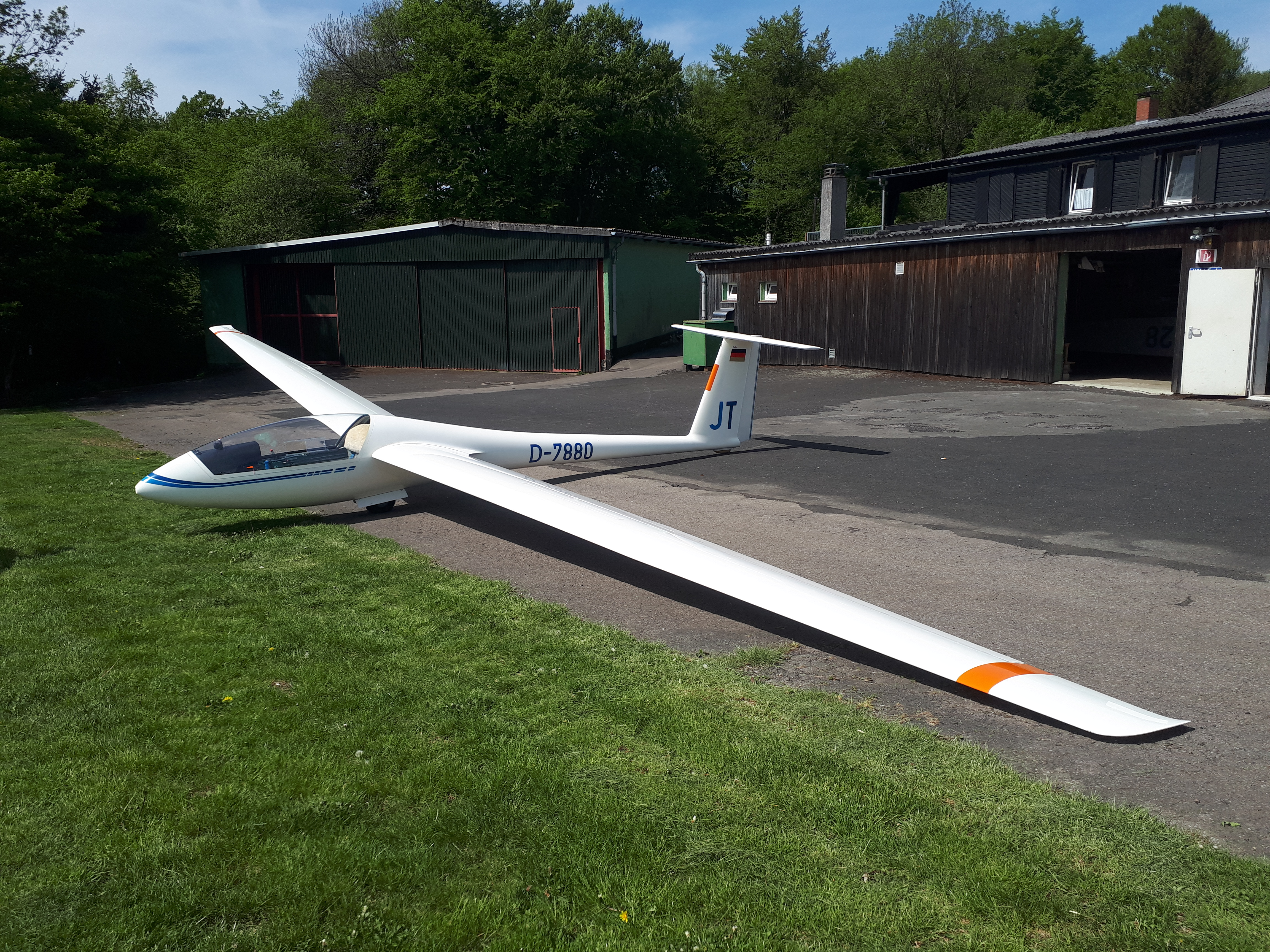
Segelflugzeuge vor einer Halle

Seit 1929 fliegen auf dem Ith Segelflugzeuge; und auch heutzutage ist der Ith immer noch ein bekanntes Ziel für Piloten aus ganz Deutschland. Seine Lage am Hang des Ith verspricht Segelfliegern auch in den späten Herbstwochen, in denen Thermik schon lange nicht mehr zuverlässigen Aufwind erzeugt, trotzdem noch durch Hangaufwind lange und weite Flüge.

## Motorflug
Der Motorflug ist aufgrund der schwierigen Platzverhältnisse eher weniger ausgeprägt, aber trotzdem hat der Ith auch bei Motorfliegern einen gewissen Status und es ist oft besonders dort zu landen, denn die starke Steigung ist für viele Piloten ungewöhnlich und bietet ihnen eine Herausforderung.

## Sonstiges
Am Ith, allerdings nicht direkt auf den Ithhöhen, existieren zwei weitere Segelfluggelände: der Flugplatz „Hellenhagen“ in Halle-Bremke und der Flugplatz „Bisperode-West“ in Bisperode.